# Березівка (Олександрійський район)
Берéзівка — село в Україні, в Приютівській селищній громаді Олександрійського району Кіровоградської області. Населення становить 587 осіб.

## Географія
Село Березівка розташоване між смт Приютівка (бл. 1 км на південь) та селами Протопопівка (бл. 2,8 км на захід) та Ягідне (бл. 0,5 км на північ).
На північний схід від села лежить Костянтинівський вугільний розріз.

## Походження назви
Назва села Березівка походить від назви місцевої річки. В часи Російської імперії село мало й інші назви, «народні»: Орлая, Кончина, Бржецкоє, інші. В них зафіксовано дещо змінені прізвища місцевих землевласників в різні роки. У половині версти від Березівки було ще одне село Полтавка (Ново-Олександрівка). Його назва — є одним з доказів того, що першими в цій місцині поселялись переселенці з Полтавщини.

## Історія
Місцевість з 1780 року заселялась селянами з Київської та Полтавської губерній. Поселення, що сформувалось тут належало до Косівської волості. В 1848 р. Березівку було переведено в стан містечка, що давало право проводити ярмарки.
Станом на 1886 рік у містечку Олександрівської волості Олександрійського повіту Херсонської губернії, мешкало 547 осіб, налічувалось 92 дворових господарства, існували православна церква, винокурний завод, винний склад.
За переписом 1916 р. тут мешкало вже 727 чол.

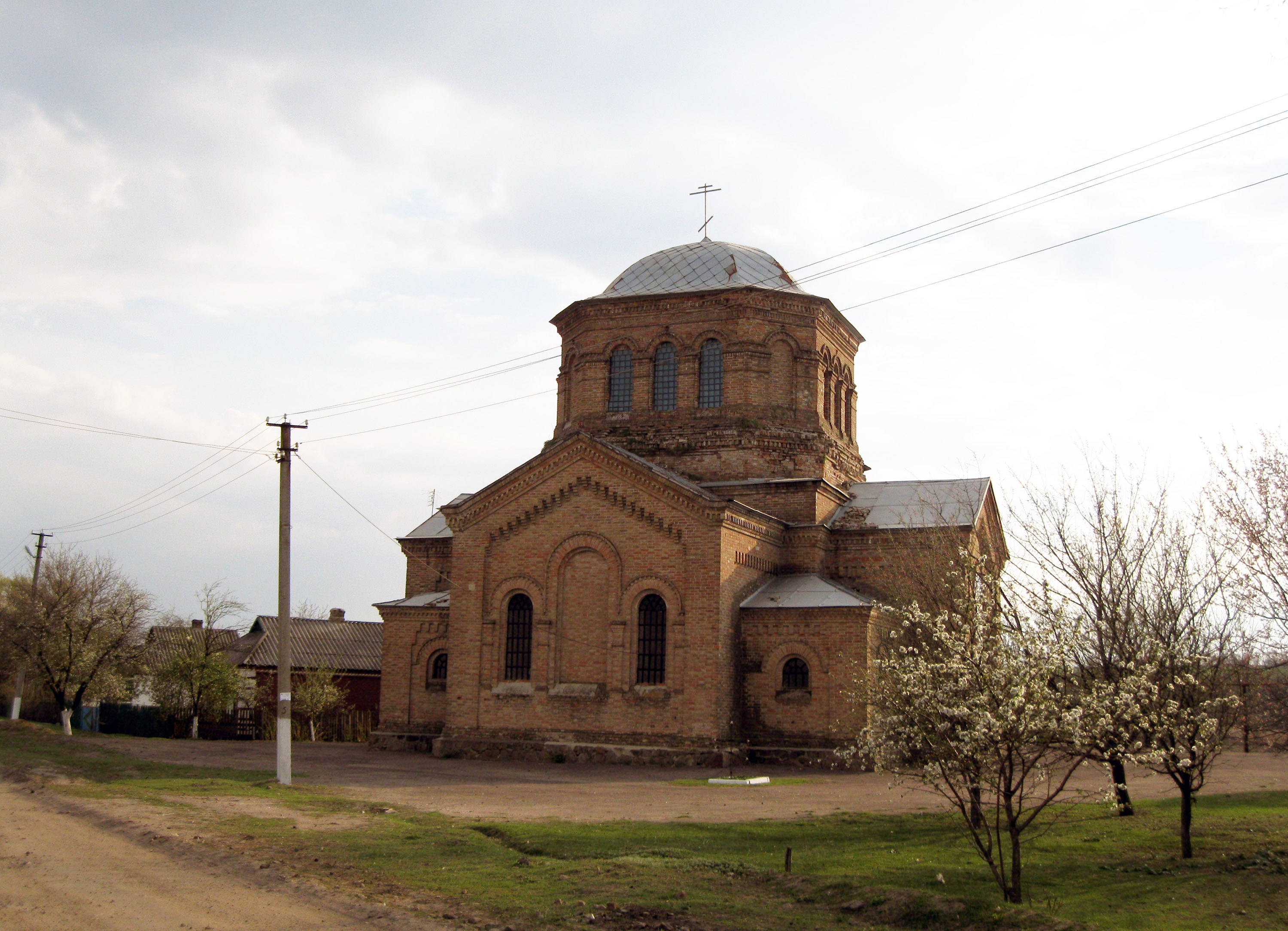
Церква Святого Йосипа Обручника, 2011 р.

Сільська православна церква мала назву в честь Святого Йосипа Обручника, що був небесним покровителем одного з перших власників Березівки Йосипа Григоровича Бржеського. Вона була збудована у 1792—1794 роках і була спочатку дерев'яною. В списках землевласників Олександрійського повіту вперше прізвище надвірного радника Й. Бржеського (Бржиського) зустрічається з часу утворення Олександрійського повіту в 1784 році. Саме тоді продовжувалося генеральне межування земель, розпочате ще в 1772 р.
Надгробний пам'ятник Й. Бржеського випадково знайшли учні місцевої школи, таким чином стало відомо, що він помер у 1821 р. на 86 році життя.
Дерев'яну церкву відвідав поет Афанасій Фет, який перебував у цьому краї на військовій службі у 1845 — 1853 роках і товаришував з Олексієм Федоровичем Бржеським (1818—1868) та його дружиною (на той час власниками Березівки).
Церква Св. Йосипа Обручника була перебудована в 1901 році новим власником села купцем Петром Максимовичем Селівановим, який тоді володів в селі 4029 десятинами землі. Тоді на місці згорілої дерев'яної будівлі було поставлено цегляну. До речі, його син Василь Максимович мав теж чималий шмат землі в селах Спасо-Мажарівка і Високі Байраки. Саме ця сакральна споруда збереглась до наших днів у досить гарному стані, не зважаючи на те, що в радянський період служби в храмі були припинені, дзвіницю було розбито, а сама будівля використовувалась для різних господарських потреб, наприклад була складом. На сьогодні будівля церкви є пам'яткою містобудування, архітектури місцевого значення в Кіровоградській області.
На початку XX століття в селі були й інші великі землевласники. Відомо, що власниками земель на території Березівки у 1900 р. були «генерал-майор М. Орлай и жена его А. Орлай».
У часи Голодомору-геноциду померло щонайменше 65 жителів села.

## Населення
Згідно з переписом УРСР 1989 року чисельність наявного населення села становила 535 осіб, з яких 230 чоловіків та 305 жінок.
За переписом населення України 2001 року в селі мешкало 585 осіб.

### Мова
Розподіл населення за рідною мовою за даними перепису 2001 року:
| Мова       | Відсоток |
| ---------- | -------- |
| українська | 94,38 %  |
| російська  | 2,73 %   |
| вірменська | 1,70 %   |
| білоруська | 0,68 %   |
| молдовська | 0,51 %   |

## Відомі уродженці
У Березівці в 1940 році народився український літературознавець і педагог Олег Поляруш (* 1940).

## Галерея

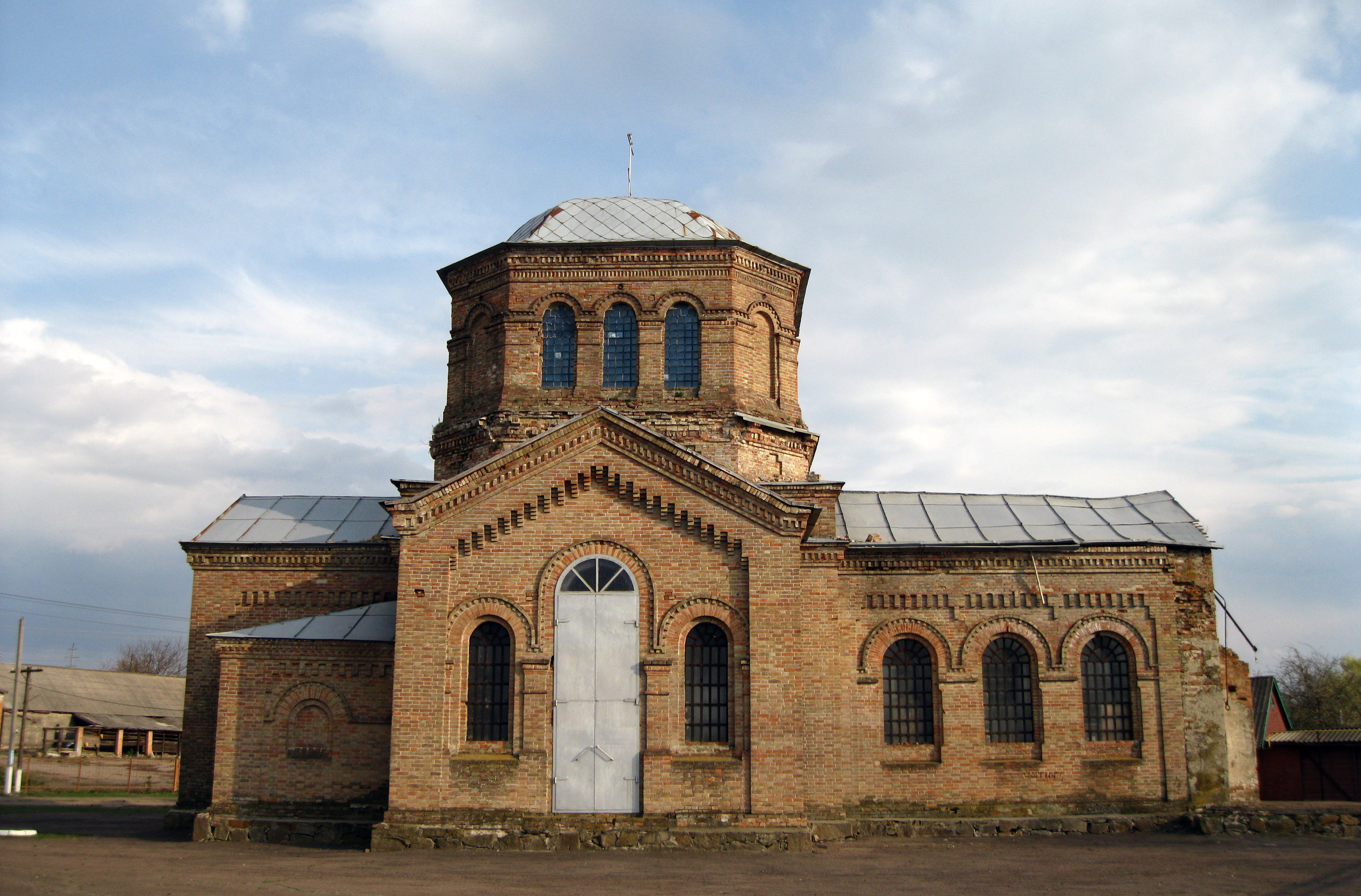
Церква Св. Йосипа Обручника
Школа
Дитсадок
Будинок культури
Лікувальний пункт
Сільськогосподарський тік
Пам'ятник солдатам ДСВ